# NGC 5983
NGC 5983 é uma galáxia elíptica (E) localizada na direcção da constelação de Serpens. Possui uma declinação de +08° 14' 30" e uma ascensão recta de 15 horas, 42 minutos e 45,5 segundos.
A galáxia NGC 5983 foi descoberta em 25 de Março de 1865 por Albert Marth.